# Liste der Naturdenkmale in Ottenhöfen im Schwarzwald
| Naturdenkmale | Anzahl |
| ------------- | ------ |
| FND           | 7      |
| END           | 1      |
| Gesamt        | 8      |

Die Liste der Naturdenkmale in Ottenhöfen im Schwarzwald nennt die verordneten Naturdenkmale (ND) der im baden-württembergischen Ortenaukreis liegenden Gemeinde Ottenhöfen im Schwarzwald. In Ottenhöfen im Schwarzwald gibt es insgesamt acht als Naturdenkmal geschützte Objekte, davon sieben flächenhafte Naturdenkmale (FND) und ein Einzelgebilde-Naturdenkmal (END).
Stand: 1. November 2016.

## Flächenhafte Naturdenkmale (FND)
| Name                     | Bild | Kennung     | Einzelheiten              | Position | Fläche Hektar | Datum        |
| ------------------------ | ---- | ----------- | ------------------------- | -------- | ------------- | ------------ |
| Breitfelsen              |      | 83171020004 | Ottenhöfen im Schwarzwald | ???      | 0,1           | 7. Okt. 1959 |
| Brennteschrofen          |      | 83171020001 | Ottenhöfen im Schwarzwald | ???      | 0,1           | 7. Okt. 1959 |
| Bürstenschrofen          |      | 83171020003 | Ottenhöfen im Schwarzwald | ???      | 0,0           | 7. Okt. 1959 |
| Falkenschrofen           |      | 83171020002 | Ottenhöfen im Schwarzwald | ???      | 0,1           | 7. Okt. 1959 |
| Hutstülpen               |      | 83171020007 | Ottenhöfen im Schwarzwald | ???      | 0,2           | 7. Okt. 1959 |
| Rappenschrofen           |      | 83171020005 | Ottenhöfen im Schwarzwald | ???      | 0,6           | 7. Okt. 1959 |
| Sesselfelsen             |      | 83171020006 | Ottenhöfen im Schwarzwald | ???      | 0,1           | 7. Okt. 1959 |
| Legende für Naturdenkmal |      |             |                           |          |               |              |

## Einzelgebilde (END)
| Name                     | Bild | Kennung     | Einzelheiten              | Position | Fläche Hektar | Datum         |
| ------------------------ | ---- | ----------- | ------------------------- | -------- | ------------- | ------------- |
| 1 Blutbuche              |      | 83171020008 | Ottenhöfen im Schwarzwald | ???      | 0,0           | 14. Nov. 1994 |
| Legende für Naturdenkmal |      |             |                           |          |               |               |